# NGC 6381
NGC 6381 (również PGC 60321 lub UGC 10871) – galaktyka spiralna (Sc), znajdująca się w gwiazdozbiorze Smoka. Odkrył ją Lewis A. Swift 7 lipca 1885 roku.